# Élections législatives de 1958 dans le Rhône
Les élections législatives françaises de 1958 se déroulent les 23 et 30 novembre 1958. Dans le département du Rhône, dix députés sont à élire dans le cadre de dix circonscriptions.

## Élus
| Circonscription | Député élu        | Parti | Parti   |
| --------------- | ----------------- | ----- | ------- |
| 1re             | Jean Miriot       |       | UNR     |
| 2e              | Henri Collomb     |       | CNIP    |
| 3e              | Jacques Soustelle |       | UNR     |
| 4e              | Guy Jarrosson     |       | CNIP    |
| 5e              | Roger Fulchiron   |       | CNIP    |
| 6e              | Édouard Charret   |       | UNR     |
| 7e              | Philippe Danilo   |       | UNR     |
| 8e              | Joseph Charvet    |       | CNIP    |
| 9e              | Joseph Rivière    |       | Modérés |
| 10e             | Louis Bréchard    |       | CNIP    |

## Système électoral
Pour la première fois depuis 1936, les élections législatives ont lieu au scrutin uninominal majoritaire à deux tours dans des circonscriptions uninominales.
Est élu au premier tour le candidat qui réunit la majorité absolue des suffrages exprimés et un nombre de voix au moins égal au quart (25 %) des électeurs inscrits dans la circonscription. Si aucun des candidats ne satisfait ces conditions, un second tour est organisé entre les candidats ayant réuni un nombre de voix au moins égal à 5 % des suffrages exprimés. Au second tour, le candidat arrivé en tête est déclaré élu.
Le seuil de qualification, basé sur un pourcentage relativement faible des suffrages exprimés, tend à faciliter l'accès au second tour de plus de deux candidats. Les candidats en lice au second tour peuvent ainsi fréquemment être trois, un cas de figure appelé « triangulaire ». Lorsque quatre candidats s'affrontent au second tour, on parle de « quadrangulaire ».

## Résultats

### Résultats à l'échelle du département
| Parti          | Parti                                            | Premier tour | Premier tour | Second tour | Second tour | Sièges |
| Parti          | Parti                                            | Voix         | %            | Voix        | %           | Sièges |
| -------------- | ------------------------------------------------ | ------------ | ------------ | ----------- | ----------- | ------ |
|                | Centre national des indépendants et paysans      | 104 553      | 24,42        | 92 657      | 28,10       | 5      |
|                | Union pour la nouvelle République                | 77 199       | 18,03        | 97 597      | 29,69       | 4      |
|                | Modérés                                          | 28 198       | 6,59         | 25 863      | 7,87        | 1      |
|                | Droite parlementaire                             | 209 950      | 49,03        | 216 117     | 65,75       | 10     |
|                |                                                  |              |              |             |             |        |
|                | Parti communiste français                        | 71 520       | 16,70        | 42 257      | 12,86       | 0      |
|                | Section française de l'Internationale ouvrière   | 42 937       | 10,03        | 13 607      | 4,14        | 0      |
|                | Parti républicain, radical et radical-socialiste | 41 632       | 9,72         | 32 909      | 10,01       | 0      |
|                | Extrême droite                                   | 22 952       | 5,36         | Retrait     | Retrait     | 0      |
|                | Mouvement républicain populaire                  | 17 717       | 4,14         | 14 091      | 4,29        | 0      |
|                | Divers                                           | 9 794        | 2,29         | 23          | 0,01        | 0      |
|                | Union des forces démocratiques                   | 8 588        | 2,01         | 9 685       | 2,95        | 0      |
|                | Centre républicain                               | 3 096        | 0,72         | Retrait     | Retrait     | 0      |
|                |                                                  |              |              |             |             |        |
| Inscrits       | Inscrits                                         | 596 633      | 100,00       | 485 310     | 100,00      | 10     |
| Abstentions    | Abstentions                                      | 160 169      | 26,85        | 146 868     | 30,26       |        |
| Votants        | Votants                                          | 436 464      | 73,15        | 338 442     | 69,74       |        |
| Blancs et nuls | Blancs et nuls                                   | 8 278        | 1,9          | 9 753       | 2,88        |        |
| Exprimés       | Exprimés                                         | 428 186      | 98,1         | 328 689     | 97,12       |        |

### Résultats par circonscription

#### Première circonscription (Lyon, Bellecour - Montchat)
| Candidat       | Candidat               | Parti          | Premier tour | Premier tour | Second tour | Second tour |  |
| Candidat       | Candidat               | Parti          | Voix         | %            | Voix        | %           |  |
| -------------- | ---------------------- | -------------- | ------------ | ------------ | ----------- | ----------- |  |
|                | Jean Miriot élu        | UNR            | 18 992       | 45,21        | 29 591      | 76,09       |  |
|                | Georges Revel          | PCF            | 7 658        | 18,23        | 9 300       | 23,91       |  |
|                | Auguste Octobon        | SFIO           | 4 242        | 10,1         | Retrait     | Retrait     |  |
|                | Léon Lapra             | CR             | 3 096        | 7,37         | Retrait     | Retrait     |  |
|                | René Bayet             | Radsoc         | 2 972        | 7,07         | Retrait     | Retrait     |  |
|                | Georges Tamburini      | UFD            | 1 615        | 3,84         |             |             |  |
|                | Bernard Magnillat      | Extrême droite | 1 200        | 2,86         |             |             |  |
|                | Jean Rival de Rouville | Divers         | 1 589        | 3,78         |             |             |  |
|                | Jacques Ollier         | Divers         | 646          | 1,54         |             |             |  |
|                |                        |                |              |              |             |             |  |
| Inscrits       | Inscrits               | Inscrits       | 58 137       | 100,00       | 58 137      | 100,00      |  |
| Abstentions    | Abstentions            | Abstentions    | 15 414       | 26,51        | 17 556      | 30,2        |  |
| Votants        | Votants                | Votants        | 42 723       | 73,49        | 40 581      | 69,8        |  |
| Blancs et nuls | Blancs et nuls         | Blancs et nuls | 713          | 1,67         | 1 690       | 4,16        |  |
| Exprimés       | Exprimés               | Exprimés       | 42 010       | 98,33        | 38 891      | 95,84       |  |

#### Deuxième circonscription (Lyon, Vieux Lyon - Fourvière - Les Brotteaux)
| Candidat       | Candidat          | Parti          | Premier tour | Premier tour | Second tour | Second tour |  |
| Candidat       | Candidat          | Parti          | Voix         | %            | Voix        | %           |  |
| -------------- | ----------------- | -------------- | ------------ | ------------ | ----------- | ----------- |  |
|                | Henri Collomb élu | CNIP           | 14 983       | 47,39        | 19 973      | 67,29       |  |
|                | Louis Vienney     | UFD            | 4 748        | 15,02        | 9 685       | 32,63       |  |
|                | Marcel Peytier    | PCF            | 4 251        | 13,44        | Retrait     | Retrait     |  |
|                | Florimond Gisclon | SFIO           | 3 337        | 10,55        | Retrait     | Retrait     |  |
|                | Jean Mamelle      | Divers         | 2 490        | 7,88         | 23          | 0,08        |  |
|                | Albert Buffin     | MRP            | 1 810        | 5,72         |             |             |  |
|                |                   |                |              |              |             |             |  |
| Inscrits       | Inscrits          | Inscrits       | 44 613       | 100,00       | 44 614      | 100,00      |  |
| Abstentions    | Abstentions       | Abstentions    | 12 407       | 27,81        | 13 974      | 31,32       |  |
| Votants        | Votants           | Votants        | 32 206       | 72,19        | 30 640      | 68,68       |  |
| Blancs et nuls | Blancs et nuls    | Blancs et nuls | 587          | 1,82         | 959         | 3,13        |  |
| Exprimés       | Exprimés          | Exprimés       | 31 619       | 98,18        | 29 681      | 96,87       |  |

#### Troisième circonscription (Lyon, La Croix-Rousse - Les Terreaux)
|                | Jacques Soustelle élu | UNR            | 25 133 | 62,31  |  |  |  |
|                | Auguste Hugonnier     | PCF            | 5 224  | 12,95  |  |  |  |
|                | Lucien Degoutte       | Radsoc         | 2 874  | 7,12   |  |  |  |
|                | Jean Blanchet         | SFIO           | 2 818  | 6,99   |  |  |  |
|                | Henri Quay            | MRP            | 2 004  | 4,97   |  |  |  |
|                | Antoine Croset        | Extrême droite | 1 561  | 3,87   |  |  |  |
|                | Marceau Payant        | Divers         | 724    | 1,79   |  |  |  |
|                |                       |                |        |        |  |  |  |
| Inscrits       | Inscrits              | Inscrits       | 55 994 | 100,00 |  |  |  |
| Abstentions    | Abstentions           | Abstentions    | 14 920 | 26,65  |  |  |  |
| Votants        | Votants               | Votants        | 41 074 | 73,35  |  |  |  |
| Blancs et nuls | Blancs et nuls        | Blancs et nuls | 736    | 1,79   |  |  |  |
| Exprimés       | Exprimés              | Exprimés       | 40 338 | 98,21  |  |  |  |

#### Quatrième circonscription (Lyon, Bellecombe - La Part-Dieu)
| Candidat       | Candidat              | Parti          | Premier tour | Premier tour | Second tour | Second tour |  |
| Candidat       | Candidat              | Parti          | Voix         | %            | Voix        | %           |  |
| -------------- | --------------------- | -------------- | ------------ | ------------ | ----------- | ----------- |  |
|                | Guy Jarrosson élu     | CNIP           | 24 916       | 49,19        | 31 410      | 65,07       |  |
|                | Jean Baridon          | Radsoc         | 8 176        | 16,14        | 9 771       | 20,24       |  |
|                | Marcelle Clerc-Girard | PCF            | 6 918        | 13,66        | 7 088       | 14,68       |  |
|                | René Combe            | SFIO           | 5 723        | 11,3         | Retrait     | Retrait     |  |
|                | Jean-Pierre Meyer     | Extrême droite | 2 911        | 5,75         | Retrait     | Retrait     |  |
|                | Bernard Lesfargues    | Divers         | 2 012        | 3,97         |             |             |  |
|                |                       |                |              |              |             |             |  |
| Inscrits       | Inscrits              | Inscrits       | 73 511       | 100,00       | 73 511      | 100,00      |  |
| Abstentions    | Abstentions           | Abstentions    | 21 909       | 29,8         | 24 380      | 33,17       |  |
| Votants        | Votants               | Votants        | 51 602       | 70,2         | 49 131      | 66,83       |  |
| Blancs et nuls | Blancs et nuls        | Blancs et nuls | 946          | 1,83         | 862         | 1,75        |  |
| Exprimés       | Exprimés              | Exprimés       | 50 656       | 98,17        | 48 269      | 98,25       |  |

#### Cinquième circonscription (Lyon, La Guillotière - Gerland)
| Candidat       | Candidat             | Parti          | Premier tour | Premier tour | Second tour | Second tour |  |
| Candidat       | Candidat             | Parti          | Voix         | %            | Voix        | %           |  |
| -------------- | -------------------- | -------------- | ------------ | ------------ | ----------- | ----------- |  |
|                | Roger Fulchiron élu  | CNIP           | 18 210       | 44,07        | 30 040      | 79,82       |  |
|                | Germaine Rey         | PCF            | 6 142        | 14,87        | 7 594       | 20,18       |  |
|                | Raoul Thouin         | Radsoc         | 4 706        | 11,39        | Retrait     | Retrait     |  |
|                | Marius Donjon        | SFIO           | 4 600        | 11,13        | Retrait     | Retrait     |  |
|                | Roger-Albert Basset  | MRP            | 1 937        | 4,69         |             |             |  |
|                | Émile-Gaston Poichot | Extrême droite | 1 621        | 3,92         |             |             |  |
|                | Guy Rabatel          | Modérés        | 1 553        | 3,76         |             |             |  |
|                | Louis Alloin         | UFF            | 1 399        | 3,39         |             |             |  |
|                | André Darteil        | Divers         | 1 150        | 2,78         |             |             |  |
|                |                      |                |              |              |             |             |  |
| Inscrits       | Inscrits             | Inscrits       | 60 668       | 100,00       | 60 668      | 100,00      |  |
| Abstentions    | Abstentions          | Abstentions    | 18 551       | 30,58        | 21 313      | 35,13       |  |
| Votants        | Votants              | Votants        | 42 117       | 69,42        | 39 355      | 64,87       |  |
| Blancs et nuls | Blancs et nuls       | Blancs et nuls | 799          | 1,9          | 1 721       | 4,37        |  |
| Exprimés       | Exprimés             | Exprimés       | 41 318       | 98,1         | 37 634      | 95,63       |  |

#### Sixième circonscription (Villeurbanne)
| Candidat       | Candidat            | Parti          | Premier tour | Premier tour | Second tour | Second tour |  |
| Candidat       | Candidat            | Parti          | Voix         | %            | Voix        | %           |  |
| -------------- | ------------------- | -------------- | ------------ | ------------ | ----------- | ----------- |  |
|                | Marcel Dutartre     | PCF            | 16 465       | 29,07        | 17 951      | 31,41       |  |
|                | Édouard Charret élu | UNR            | 15 048       | 26,56        | 25 589      | 44,78       |  |
|                | Étienne Gagnaire    | SFIO           | 13 720       | 24,22        | 13 607      | 23,81       |  |
|                | Michel Richelmy     | CNIP           | 4 940        | 8,72         | Retrait     | Retrait     |  |
|                | Michel Dechavanne   | Modérés        | 2 776        | 4,9          |             |             |  |
|                | Georges Girardet    | Radsoc         | 2 516        | 4,44         |             |             |  |
|                | Marcel Lorrain      | Divers         | 1 183        | 2,09         |             |             |  |
|                |                     |                |              |              |             |             |  |
| Inscrits       | Inscrits            | Inscrits       | 79 254       | 100,00       | 79 255      | 100,00      |  |
| Abstentions    | Abstentions         | Abstentions    | 21 650       | 27,32        | 21 470      | 27,09       |  |
| Votants        | Votants             | Votants        | 57 604       | 72,68        | 57 785      | 72,91       |  |
| Blancs et nuls | Blancs et nuls      | Blancs et nuls | 956          | 1,66         | 638         | 1,1         |  |
| Exprimés       | Exprimés            | Exprimés       | 56 648       | 98,34        | 57 147      | 98,9        |  |

#### Septième circonscription (Saint-Genis-Laval)
| Candidat       | Candidat            | Parti          | Premier tour | Premier tour | Second tour | Second tour |  |
| Candidat       | Candidat            | Parti          | Voix         | %            | Voix        | %           |  |
| -------------- | ------------------- | -------------- | ------------ | ------------ | ----------- | ----------- |  |
|                | Philippe Danilo élu | UNR            | 18 026       | 30,74        | 42 417      | 79,67       |  |
|                | Frédéric Dugoujon   | Radsoc         | 11 978       | 20,43        | Retrait     | Retrait     |  |
|                | Henri Lacombe       | CNIP           | 11 350       | 19,36        | Retrait     | Retrait     |  |
|                | Prosper Delagoutte  | PCF            | 8 736        | 14,9         | 10 823      | 20,33       |  |
|                | Jean Loiseau        | SFIO           | 4 635        | 7,91         | Retrait     | Retrait     |  |
|                | Georges Riquet      | UFD            | 2 225        | 3,79         |             |             |  |
|                | Lucien Brunelet     | Extrême droite | 1 681        | 2,87         |             |             |  |
|                |                     |                |              |              |             |             |  |
| Inscrits       | Inscrits            | Inscrits       | 78 994       | 100,00       | 78 990      | 100,00      |  |
| Abstentions    | Abstentions         | Abstentions    | 19 535       | 24,73        | 23 284      | 29,48       |  |
| Votants        | Votants             | Votants        | 59 459       | 75,27        | 55 706      | 70,52       |  |
| Blancs et nuls | Blancs et nuls      | Blancs et nuls | 828          | 1,39         | 2 466       | 4,43        |  |
| Exprimés       | Exprimés            | Exprimés       | 58 631       | 98,61        | 53 240      | 95,57       |  |

#### Huitième circonscription (Givors)
|                | Joseph Charvet élu | CNIP           | 21 865 | 50,86  |  |  |  |
|                | Camille Vallin     | PCF            | 8 275  | 19,25  |  |  |  |
|                | Bernard Lataste    | Extrême droite | 6 813  | 15,85  |  |  |  |
|                | Marius Jeampierre  | Radsoc (SFIO)  | 4 168  | 9,7    |  |  |  |
|                | Georges Fourneret  | Modérés        | 1 866  | 4,34   |  |  |  |
|                |                    |                |        |        |  |  |  |
| Inscrits       | Inscrits           | Inscrits       | 55 245 | 100,00 |  |  |  |
| Abstentions    | Abstentions        | Abstentions    | 11 366 | 20,57  |  |  |  |
| Votants        | Votants            | Votants        | 43 879 | 79,43  |  |  |  |
| Blancs et nuls | Blancs et nuls     | Blancs et nuls | 892    | 2,03   |  |  |  |
| Exprimés       | Exprimés           | Exprimés       | 42 987 | 97,97  |  |  |  |

#### Neuvième circonscription (Tarare)
| Candidat       | Candidat           | Parti          | Premier tour | Premier tour | Second tour | Second tour |  |
| Candidat       | Candidat           | Parti          | Voix         | %            | Voix        | %           |  |
| -------------- | ------------------ | -------------- | ------------ | ------------ | ----------- | ----------- |  |
|                | Joseph Rivière élu | Modérés        | 13 600       | 41,12        | 15 414      | 47,16       |  |
|                | Jean Villard       | MRP            | 11 966       | 36,18        | 14 091      | 43,11       |  |
|                | Jules Chauran      | PCF            | 3 603        | 10,89        | 3 179       | 9,73        |  |
|                | Roger Fichet       | UFF            | 2 039        | 6,16         | Retrait     | Retrait     |  |
|                | Jean Piat          | Extrême droite | 1 866        | 5,64         | Retrait     | Retrait     |  |
|                |                    |                |              |              |             |             |  |
| Inscrits       | Inscrits           | Inscrits       | 44 485       | 100,00       | 44 482      | 100,00      |  |
| Abstentions    | Abstentions        | Abstentions    | 10 271       | 23,09        | 10 977      | 24,68       |  |
| Votants        | Votants            | Votants        | 34 214       | 76,91        | 33 505      | 75,32       |  |
| Blancs et nuls | Blancs et nuls     | Blancs et nuls | 1 140        | 3,33         | 821         | 2,45        |  |
| Exprimés       | Exprimés           | Exprimés       | 33 074       | 96,67        | 32 684      | 97,55       |  |

#### Dixième circonscription (Villefranche-sur-Saône)
| Candidat       | Candidat           | Parti          | Premier tour | Premier tour | Second tour | Second tour |  |
| Candidat       | Candidat           | Parti          | Voix         | %            | Voix        | %           |  |
| -------------- | ------------------ | -------------- | ------------ | ------------ | ----------- | ----------- |  |
|                | Charles Germain    | Modérés        | 8 403        | 27,19        | 10 449      | 33,55       |  |
|                | Louis Bréchard élu | CNIP           | 8 289        | 26,82        | 11 234      | 36,07       |  |
|                | Georges Chuitel    | PCF            | 4 248        | 13,75        | 4 273       | 13,72       |  |
|                | Joseph Rosselli    | Radsoc         | 4 242        | 13,73        | 5 187       | 16,66       |  |
|                | André Dubois       | SFIO           | 3 862        | 12,5         | Retrait     | Retrait     |  |
|                | Joseph Vignal      | UFF            | 1 861        | 6,02         | Retrait     | Retrait     |  |
|                |                    |                |              |              |             |             |  |
| Inscrits       | Inscrits           | Inscrits       | 45 732       | 100,00       | 45 653      | 100,00      |  |
| Abstentions    | Abstentions        | Abstentions    | 14 146       | 30,93        | 13 914      | 30,48       |  |
| Votants        | Votants            | Votants        | 31 586       | 69,07        | 31 739      | 69,52       |  |
| Blancs et nuls | Blancs et nuls     | Blancs et nuls | 681          | 2,16         | 596         | 1,88        |  |
| Exprimés       | Exprimés           | Exprimés       | 30 905       | 97,84        | 31 143      | 98,12       |  |